# 1557
Évszázadok: 15. század – 16. század – 17. század
Évtizedek: 1500-as évek – 1510-es évek – 1520-as évek – 1530-as évek – 1540-es évek – 1550-es évek – 1560-as évek – 1570-es évek – 1580-as évek – 1590-es évek – 1600-as évek
Évek: 1552 – 1553 – 1554 – 1555 –  1556 – 1557 – 1558 – 1559 – 1560 – 1561 – 1562

## Események

### Határozott dátumú események
- február 6. – A gyulafehérvári országgyűlés iskolák felállítását szorgalmazza, a monostorokat iskolák céljaira adja.[1]
- június 1-10. – A tordai országgyűlés vallásszabadságot hirdet az evangélikus és a református felekezetek tekintetében, azzal, hogy „mindenki azt a hitet követheti, a melyet akar, a régi vagy új szertartásokkal, csakhogy az új hit követői ne bántalmazzák a régi hit követőit.”[2]
- augusztus 10. – A saint-quentini csatában(wd) a spanyolok győzelmet aratnak a franciák felett.[3]
- szeptember 12. – A pápai sereg veresége után a Szentszék kénytelen békét kötni Spanyolországgal.[4]

### Határozatlan dátumú események
- az év folyamán –
  - A soproni evangélikus líceum alapításának hagyományos dátuma.
  - Zrínyi Miklós megkapja a tárnokmesteri tisztséget.[5]
  - A Ming-udvar beleegyezik Makaó portugálok vezette területen kívüliségébe.[6]

## Születések
- január 1. – Bocskai István, erdélyi fejedelem[7] († 1606)
- február 24. – II. Mátyás magyar király († 1619)

Ismeretlen napon:
- Giovanni Croce itáliai zeneszerző († 1609)
- Giovanni Gabrieli itáliai zeneszerző és orgonista († 1612)
- Thomas Morley angol zeneszerző († 1602)

## Halálozások
- április 9. – Mikael Agricola, a finn irodalmi nyelv megteremtője, reformátor (* 1510 körül)
- szeptember 1. – Jacques Cartier francia felfedező (* 1491)
- november 19. – Bona Sforza lengyel királyné, litván nagyhercegné (* 1494)
- december 13. - Niccolò Tartaglia mérnök, matematikus (* 1499)